# Stanisław Zawadzki (1563–1619)
Stanisław Zawadzki vel Zawacki herbu Herkulea (ur. 1563, zm. 26 listopada 1619) – podsędek ziemski sochaczewski, pisarz ziemski sieradzki (1604–1619), podstarości i sędzia grodzki piotrkowski, deputat do Trybunału Koronnego.
Był synem Stanisława Zawadzkiego lekarza i rektora Akademii Krakowskiej oraz Doroty Czernej z Witowic herbu Gozdawa. Pochowany w Piotrkowie. Wystawiony mu tam pomnik opisał Szymon Starowolski.